# Zlatarić
Zlatarić (Zlataric, Zlatarich, Zlatarits, Zlatarics):
- Zlatarići
- Dominko "Dinko" Zlatarić (Dubrovnik, 1558. – Dubrovnik, 1613.), hrvatski je renesansni pjesnik i prevoditelj
- Stjepan Zlatarić (?, današnje Uskoplje – 17. stoljeće, Visovac), bosanski franjevac i provincijal Bosne Srebrene od 1602.